# Světlana Mastěrkovová
Světlana Alexandrovna Mastěrkovová (rusky Светла́на Алекса́ндровна Мастерко́ва; * 17. ledna 1968, Ačinsk, Krasnojarský kraj) je bývalá ruská atletka, běžkyně na středních tratích.
Je držitelkou bývalého světového rekordu v běhu na míli časem 4:12,56 min., který zaběhla v roce 1996 v Curychu a stále platného světového rekordu v běhu na 1000 metrů časem 2:28,98 min., který vytvořila ve stejném roce v Bruselu. Mastěrkovová vyhrála běhy na 800 i 1500 metrů na olympijských hrách 1996 v Atlantě.
V roce 1996 se stala vítězkou ankety Atlet Evropy i vítězkou ankety Atlet světa.
Jejím manželem je bývalý ruský reprezentant v silniční cyklistice Asjat Saitov, jejich dcera Anastasia Saitovová hraje profesionálně tenis.
V roce 2008 byl o ní natočen životopisný film Дистанция, hlavní roli hrála Olga Pogodinová. V roce 2013 byla uvedena do Síně slávy IAAF.

## Osobní rekordy
Dráha
- Běh na 400 metrů - 53,12 s. (1992)
- Běh na 800 metrů - 1:55,87 min. (1999 Moskva)
- Běh na 1000 metrů - 2:28,98 min. (1996 Brusel)  (Současný světový rekord) a ER
- Běh na 1500 metrů - 3:56,77 min. (1996 Curych)
- Běh na 1 míli - 4:12,56 min. (1996 Curych)